# Свидница (Любушское воеводство)
Свидни́ца, до 1945 года — Schweinitz (пол. Świdnica) — село в Польше в Зелёногурском повете Любушского воеводства. Административный центр гмины Свидница.

## География
Село находится в 9 км от города Зелёна-Гура.

## История
Первые упоминания о селе относятся к началу XIV века. Свидница упоминается в 1396 году как собственность Гайнриха Младшего фон Киллитца. Представители этого немецкого аристократического рода имели в Свиднице свою родовую усадьбу до конца XVI века. В 1702 году Свидница перешла в собственность Оттону Аврааму Дебичу, который владел село до 1718 года. На протяжении последующих годов XVIII и XIX веков село многократно переходило в собственность различных аристократических родов.
23 декабря 1514 года Свидница указом король Владислав III Варненьчик придал Свиднице статус города с правом устраивать восемь ежегодных ярмарок. В XVII веке Свидница из-за конкуренции с близлежащим городом Зелёна-Гура была лишена статуса города.
В XIX веке село разделялось на две части. В 1842 году в одной из частей Свидницы насчитывалось 148 домов и 844 жителей. В этой части села работала мельница, кирпичный и ликёрный завод. Во другой части села насчитывалось 145 домов и 722 жителей. Эта часть села специализировалась на выращивании крупного рогатого скота.
В 1975—1998 года Свидница входила в Зелёногурское воеводство.

## Достопримечательности
- Католическая церковь святого Мартина — памятник культуры Любушского воеводства.
- Лютеранская церковь, построенная в конце XVIII века. Памятник культуры Любушского воеводства.
- Дворцовый комплекс, датируемый 1602 годом. Памятник культуры Любушского воеводства. В одном из зданий этого комплекса располагается Археологический музей Средней Одры.
- Дворцовый парк.